# 卢长健
卢长健（1958年—），河南汝南人。1975年参军。中国人民解放军少将。
2007年7月，任第20集团军副军长。2012年8月，任河南省军区副司令员。2013年5月，任河南省军区司令员。2017年4月，不再担任河南省军区司令员。